# Help!
Help! (angleško dobesedno Na pomoč!) je peti studijski album skupine The Beatles. Izšel je 3. decembra 1965. Album vsebuje glasbo iz filma Help!. Britanska izdaja albuma vsebuje 14 skladb, od tega sta jih 10 skupaj napisala John Lennon in Paul McCartney, dve pa je napisal tudi George Harrison. Leta 2012 je bil album Help! uvrščen kot 331. na seznam 500. najboljših albumov vseh časov.

## Seznam skladb
Vse pesmi je napisal in uglasbil dvojec Lennon–McCartney, razen kjer ni posebej napisano.
| Stran 1 | Stran 1                             | Stran 1 |
| Št.     | Naslov                              | Dolžina |
| ------- | ----------------------------------- | ------- |
| 1.      | „Help!‟                             | 2:18    |
| 2.      | „The Night Before‟                  | 2:33    |
| 3.      | „You've Got to Hide Your Love Away‟ | 2:08    |
| 4.      | „I Need You‟ (George Harrison)      | 2:28    |
| 5.      | „Another Girl‟                      | 2:05    |
| 6.      | „You're Going to Lose That Girl‟    | 2:17    |
| 7.      | „Ticket to Ride‟                    | 3:10    |

| Stran 2 | Stran 2                                         | Stran 2 |
| Št.     | Naslov                                          | Dolžina |
| ------- | ----------------------------------------------- | ------- |
| 1.      | „Act Naturally‟ (Johnny Russell, Voni Morrison) | 2:29    |
| 2.      | „It's Only Love‟                                | 1:54    |
| 3.      | „You Like Me Too Much‟ (George Harrison)        | 2:35    |
| 4.      | „Tell Me What You See‟                          | 2:36    |
| 5.      | „I've Just Seen a Face‟                         | 2:04    |
| 6.      | „Yesterday‟                                     | 2:03    |
| 7.      | „Dizzy Miss Lizzy‟ (Larry Williams)             | 2:53    |

## Zasedba

### The Beatles
- John Lennon – vokal, kitara, električni klavir
- Paul McCartney – vokal, bas kitara, kitara, klavir, tolkala
- George Harrison – vokal, kitara
- Ringo Starr – bobni, tolkala, vokal

### Dodatni glasbeniki
- George Martin – klavir
- John Scott – flavta pri »You've Got to Hide Your Love Away«
- godalni kvartet pri »Yesterday«